# 西藏越桔
西藏越桔（学名：Vaccinium retusum）为杜鹃花科越桔属下的一个种。

## 扩展阅读
- 維基物種上的相關：西藏越桔